# Cary Tennis Classic 2024
Die Cary Tennis Classic 2024 war ein Tennisturnier der ITF Women’s World Tennis Tour 2024 für Damen und ein Tennisturnier der ATP Challenger Tour 2024 für Herren in Cary. Die Turniere fanden zeitgleich vom 11. bis 17. August 2024 statt.